# انتخابات ریاست‌جمهوری ایران (۱۳۷۶)
انتخابات هفتمین دوره ریاست جمهوری اسلامی ایران در روز ۲ خرداد ۱۳۷۶ برگزار شد. این انتخابات که به پیروزی غیرمنتظره محمد خاتمی انجامید آغازگر دورانی است که به دولت اصلاحات و دوم خرداد معروف شد و از جانب اصلاح طلبان ایرانی با عنوان حماسه دوم خرداد شناخته می‌شود. در این دوره از انتخابات ریاست‌جمهوری، ۸۰ درصد از واجدین شرایط در انتخابات شرکت کردند.

## نامزدها و فعالیت‌ها

### جناح چپ
در ۷ آبان ۱۳۷۵ میرحسین موسوی گزینه قاطع چپ‌گراها با انتشار بیانیه‌ای اعلام کرد که در این انتخابات کاندید نمی‌شود. سپس در روز ۲۳ دی ۱۳۷۵ مجمع روحانیون مبارز نام سید محمد خاتمی وزیر ارشاد سابق دولت اکبر هاشمی رفسنجانی را به عنوان کاندیدای خود اعلام کرد. در ۱۳ بهمن ۱۳۷۵ خورشیدی، حضور سید محمد خاتمی قطعیت پیدا کرد. بسیاری از مردم و به خصوص طرفداران نواندیشان بر این باور بودند که محمد خاتمی شاید برنده این انتخابات نباشد اما حضورش در عرصه، تنور انتخابات را داغ خواهد کرد. در این حین بسیاری از صاحب‌نظران جناح‌های مختلف به بررسی این حضور و اظهار نظر در این زمینه پرداختند؛ فصل مشترک تمام این اظهار نظرها آن بود که حضور محمد خاتمی موجب افزایش حضور مردم بر سر صندوق‌های رأی می‌شود.
در نیمه دوم اسفند ۱۳۷۵ برخی از اعضای حزب کارگزاران سازندگی نیز به جمع حامیان محمد خاتمی پیوستند. این ائتلاف از سوی جناح رقیب غیرممکن و سؤال‌برانگیز محسوب می‌شد؛ گرچه این سؤال در ۲۷ اسفند ۱۳۷۵ از سوی عطاءالله مهاجرانی و بسیاری از یاران خاتمی پاسخ داده شد، اما همچنان جناح مقابل، به این ائتلاف با تعجب می‌نگریست و گفته می‌شد که در صورت پیروزی محمد خاتمی در انتخابات در مجموعه حامیان محمد خاتمی اختلاف پیدا می‌شود. در اواخر اسفند ۱۳۷۵ و در حالی که فقط دو روز تا پایان سال ۱۳۷۵ فرصت باقی مانده‌بود، ۲۲ سینماگر اقدام به انتشار بیانیه‌ای در حمایت از او کردند.
تفاوت محمد خاتمی با کاندیداهای دیگر بیشتر به چشم می‌آمد، وی در مناظره تلویزیونی در پاسخ به سؤال امکان رابطه ایران و آمریکا گفت: رابطه با این کشور منوط به سه شرط «عزت، مصلحت و حکمت» است. همین امر باعث شد قشر دیگری از روشنفکران جامعه به حمایت از محمد خاتمی جلب شوند. در این برهه اکثر گروه‌های چپ‌گرا به حمایت از خاتمی پرداختند. علاوه بر گروه‌های چپ‌گرا، حزب کارگزاران نیز با انتشار بیانیه‌ای در تاریخ ۱۳۷۶/۱/۲۴ حمایت رسمی خود را از خاتمی اعلام کرد.
در روز ۳۰ فروردین ۱۳۷۶ پس از سخنرانی محمد خاتمی، در جمع حدود ۴۰ هزار نفر از افراد حاضر در دانشگاه و خیابان‌های اطراف تهران، گروهی بالغ بر ۷۰ نفر وارد صحن دانشگاه شدند و به درگیری و شعارهای مخرب پرداختند. روش تبلیغاتی محمد خاتمی که به‌طور عجیبی بر روی مردم اثر مثبت داشت، سفر با اتوبوس و سخنرانی در کنار دانشجویان و رأی اولی‌ها بود که با استقبال وسیع مردم مواجه شد. محمد خاتمی با روش مردمی کمک کرد تا شکاف بین دولت و جامعه کمتر شود و رفته رفته به عامه مردم بفهماند که مردم بر سرنوشت خود تسلط دارند. در دوران خاتمی یک جنبش حقیقی بر اساس دیدگاهی مستحکم ایجاد شد که قشر گسترده‌ای را جذب خود کرد.

### جناح راست
در اسفند ۱۳۷۵ خورشیدی، اکثر احزاب و گروه‌های دست راستی، حمایت خود را از علی‌اکبر ناطق نوری اعلام کردند. البته برخی از آن‌ها از دومین کاندیدای جناح راست یعنی محمد محمدی ری شهری حمایت کردند. در جناح چپ، تنها مجمع روحانیون مبارز و برخی از تشکل‌های دانشجویی به صورت رسمی از سیدمحمد خاتمی حمایت کردند. این مسئله به وضوح نشان‌دهنده پایگاه محکم‌تر علی‌اکبر ناطق نوری در میان گروه‌ها و احزاب در آن برهه از تاریخ بود. در آن دوران، علاوه بر برخی از علما، نشریات و رسانه‌های جناح راست، برخی از اصولگراها نیز از ناطق نوری حمایت کردند.

### حمایت  آیت الله سید علی خامنه ای
هاشمی رفسنجانی در خاطرات سال ۱۳۷۶ خود به بازخورد نظرات سیاستمداران وقت ایران در مورد حمایت ضمنی علی خامنه ای از ناطق نوری اشاره می‌کند:
- «دکتر [حسن] روحانی آمد. اظهار نگرانی کرد و از اینکه پس از موضع‌گیری یک طرفه روشن رهبری اگر آرای مردم با نظر ایشان هماهنگ نباشد، ضربه بزرگی به نظام خواهد بود و این گونه موضع را اشتباه می‌داند و از بی‌طرفی من اظهار رضایت کرد و گفت فشار زیادی روی اوست که به نفع آقای ناطق [نوری] اظهاری بنماید.»[۹]

### مجموع نامزدها

#### تأییدصلاحیت‌شدگان
- سید محمد خاتمی، وزیر پیشین فرهنگ و ارشاد اسلامی
- علی‌اکبر ناطق نوری، رئیس مجلس شورای اسلامی ایران
- محمد محمدی ری‌شهری، وزیر پیشین اطلاعات
- سید رضا زواره‌ای، عضو شورای نگهبان

#### احراز صلاحیت نشدگان سرشناس
- ابراهیم یزدی، دبیرکل نهضت آزادی ایران
- حبیب‌الله پیمان، رهبر جنبش مسلمانان مبارز
- عزت‌الله سحابی، از رهبران ملی-مذهبی
- اعظم طالقانی، نماینده سابق مجلس شورای اسلامی

## احزاب و امضا
| تشکیلات                             | کاندیدا           |
| ----------------------------------- | ----------------- |
| جامعه روحانیت مبارز                 | علی‌اکبر ناطق نوری |
| حزب مؤتلفه اسلامی                   | علی‌اکبر ناطق نوری |
| جامعه مدرسین حوزه علمیه قم          | علی‌اکبر ناطق نوری |
| جمعیت ایثارگران انقلاب اسلامی       | علی‌اکبر ناطق نوری |
| مجمع روحانیون مبارز                 | محمد خاتمی        |
| حزب کارگزاران سازندگی               | محمد خاتمی        |
| ائتلاف گروه‌های خط امام              | محمد خاتمی        |
| سازمان مجاهدین انقلاب اسلامی ایران  | محمد خاتمی        |
| دفتر تحکیم وحدت                     | محمد خاتمی        |
| مجمع حزب‌الله                        | محمد خاتمی        |
| جمعیت دفاع از ارزش‌های انقلاب اسلامی | محمد محمدی ری‌شهری |

## رسانه
- سلام حامی خاتمی[۱۳]
- همشهری حامی خاتمی[۱۴]
- رسالت حامی ناطق نوری[۱۵]
- کیهان حامی ناطق نوری[۱۵]

## برگزاری و نتیجه انتخابات
در روز جمعه، دوم خرداد ۱۳۷۶ هفتمین دوره انتخابات ریاست جمهوری ایران برگزار شد. در این انتخابات چهار کاندیدا با نظارت شورای نگهبان تأیید صلاحیت شدند و با هم به رقابت پرداختند:
- سید محمد خاتمی؛ وزیر پیشین فرهنگ و ارشاد اسلامی
- محمد محمدی ری‌شهری؛ وزیر پیشین اطلاعات و نماینده ولی فقیه و سرپرست حجاج
- سید رضا زواره‌ای؛ رئیس وقت سازمان ثبت اسناد و املاک کشور و عضو حقوق‌دان شورای نگهبان
- علی‌اکبر ناطق نوری؛ رئیس وقت مجلس شورای اسلامی و وزیر پیشین کشور

فردای روز انتخابات نتایج نخستین برخلاف تصور همگان، از پیروزی قاطع سید محمد خاتمی حکایت می‌کرد. نتایج نهایی ساعت ۱۴ روز شنبه، سوم خرداد ۱۳۷۶ در حالی از سوی ستاد انتخابات وزارت کشور اعلام شد که علی اکبر ناطق نوری رقیب اصلی خاتمی، ساعتی پیش از آن در پیامی، پیروزی خاتمی را در انتخابات تبریک گفته بود. نتایج انتخابات بر اساس رأی مردم به شرح زیر اعلام شد:
- سید محمد خاتمی ۲۰٫۰۷۸٫۱۷۸ رأی (۶۹٫۰۹٪)
- علی‌اکبر ناطق نوری ۷٫۲۴۲٫۸۵۹ رأی (۲۴٫۸۶٪)
- رضا زواره‌ای ۷۷۱٫۴۶۰ رأی (۲٫۶۵٪)
- محمد محمدی ری‌شهری ۷۴۴٫۲۰۵ رأی (۲٫۵۵٪)

این نتایج از میان ۲۹٬۱۴۵٬۷۵۴ رأی به دست‌آمد. تعداد آرای باطله نیز ۲۴۰٫۹۶۶ رأی اعلام شد. ستاد انتخابات وزارت کشور همچنین اعلام کرد از مجموع ۶۷٫۸۳۱ رأی ماخوذه در نمایندگی‌های ایران در خارج از کشور، سید محمد خاتمی ۵۰٫۳۴۲ رأی را به خود اختصاص داده‌است.
| انتخابات ریاست‌جمهوری ایران (۱۳۷۶) | انتخابات ریاست‌جمهوری ایران (۱۳۷۶)   | انتخابات ریاست‌جمهوری ایران (۱۳۷۶) | انتخابات ریاست‌جمهوری ایران (۱۳۷۶) | انتخابات ریاست‌جمهوری ایران (۱۳۷۶) | انتخابات ریاست‌جمهوری ایران (۱۳۷۶) |
| حزب | حزب                                 | کاندیدا                           | رای                               | درصد                              |                                   |
| --- | ----------------------------------- | --------------------------------- | --------------------------------- | --------------------------------- | --------------------------------- |
| | مجمع روحانیون مبارز                 | محمد خاتمی                        | ۲۰٬۰۷۸٬۱۸۷                        | ۶۹٫۶٪                             |                                   |
| | جامعه روحانیت مبارز                 | علی‌اکبر ناطق‌نوری                  | ۷٬۲۴۲٬۸۵۹                         | ۲۵٫۱٪                             |                                   |
| | مستقل                               | رضا زواره‌ای                       | ۷۷۱٬۴۶۰                           | ۲٫۷٪                              |                                   |
| | جمعیت دفاع از ارزش‌های انقلاب اسلامی | محمد محمدی ری‌شهری                 | ۷۴۲٬۵۹۸                           | ۲٫۶٪                              |                                   |
| رای خالی یا نامعتبر | رای خالی یا نامعتبر                 | رای خالی یا نامعتبر               | ۲۴۰٬۹۹۶                           |                                   |                                   |
| مجموع | مجموع                               | مجموع                             | ۲۹٬۰۶۷٬۱۰۰                        | ۱۰۰٫۰۰٪                           | ۱۰۰٫۰۰٪                           |
| Source: Nohlen, Dieter; Grotz, Florian; Hartmann, Christof (2001). "Iran". Elections in Asia: A Data Handbook. Vol. I. Oxford University Press. p. 76. ISBN 0-19-924958-X. {{cite book}}: Cite has empty unknown parameter: \|1= (help) |                                     |                                   |                                   |                                   |                                   |

## تنفیذ و تحلیف
مراسم حکم تنفیذ سید محمد خاتمی در روز ۱۲/۵/۱۳۷۶ برگزار شد و حکم تنفیذ وی توسط اکبر هاشمی رفسنجانی قرائت و از سوی سید علی خامنه‌ای رهبر ایران صادر و او به عنوان پنجمین رئیس‌جمهور ایران معرفی شد. پس از تنفیذ نیز، مراسم تحلیف در روز ۱۳ مرداد در مجلس شورای اسلامی با حضور نمایندگان و مقامات کشوری و لشکری برگزار گردید.

## تحلیل

### اصلاحات و دوم خرداد
هفتمین دوره ریاست جمهوری اسلامی ایران دوم خرداد ۱۳۷۶ درحالی برگزار شد که به عنوان یک رویداد سیاسی و اجتماعی هم در داخل کشور و هم در عرصه بین‌الملل مورد توجه قرار گرفت و به صورت‌های گوناگون تفسیر و رویداد مهمی در منطقه و جهان تلقی شد علت اصلی توجه جهانی به این انتخابات در واقع غیرمنتظره بودن حضور گسترده مردم و نتایج آن بود.انتخاب خاتمی در ۲ خرداد سال ۷۶ دوره جدیدی در سیاست ایران بود و جنبشی که از دل این قضیه آغاز شد، جنبش دوم خرداد نامیده شد. از اصلی‌ترین ویژگی‌های دوم خرداد، قانون‌گرایی بود، با تأکید بر احیای قانون‌اساسی و شعار ابتدایی و اصلی محمد خاتمی خاتمی نیز اجرای قانون‌اساسی بود که از درون این شعار و هدف، اصلاحات اساسی نیز با توجه به اصول مطرح در قانون‌اساسی لغو شکنجه، نفی تفتیش عقاید، آزادی‌های مصوّب در قانون، استقلال، آزادی و عدالت تحقق می‌یافت. پیروزی خاتمی عملاً فصل جدیدی از تاریخ جمهوری اسلامی را رقم زد. فصل جدیدی که نشانه اصلی آن پویایی فضای سیاسی بود؛ و البته امید به تغییر و بهبود وضعیت کشور برای اکثریت ایرانیان نوجو بود. این دوره اصطلاحات سیاسی خاص خود را بر سر زبان‌ها انداخت. طیف طرفداران محمد خاتمی یا همان جناح چپ به نام دوم خردادی‌ها یا اصلاح طلبان شناخته شدند. اصلاح طلبان معتقد به لزوم تغییرات اساسی در ادارهٔ امور کشور بودند. با باز شدن نسبی فضای سیاسی، احزاب جدید با سرعتی شگفت‌آور تولد یافتند.

### تخلف نهادها و حمایت رسانه‌ها
در روزنامه سلام آن دوران، گزارش‌های مکرری از اقدامات تبلیغاتی به نفع ناطق‌نوری از سوی برخی مسئولان در شهرستان‌ها منتشر شد.
با وجود اینکه روزنامه‌هایی که از بودجه دولتی تأمین می‌شدند حق تبلیغ و حمایت از کاندیدای خاصی را نداشتند اما روزنامه کیهان و قدس از علی‌اکبر ناطق نوری حمایت می‌کردند.
در چارچوب به‌کارگیری این روش، مجلاتی مانند شلمچه و یالثارات و روزنامه‌های دیگر چون رسالت و اواخر حتی صدا و سیما به تبلیغات علنی علیه محمد خاتمی پرداختند.
در یادداشت روزنامه رسالت به تاریخ ۳۱ اردیبهشت صراحتاً علیه محمد خاتمی مطلب نوشت و از مردم خواست برای دفع خطر به ناطق نوری رای دهند.
کارناوال عصر عاشورا از دیگر برنامه‌های مشکوک نزدیک به انتخابات بود. کارناوال عصر عاشورا کارناوالی بود که چند روز قبل از دوم خرداد و عصر روز عاشورا در تهران به راه افتاد. در ظاهر طرفداران محمد خاتمی در این کارناوال حضور داشتند ولی بعداً مشخص شد این برنامه به‌طور مشترک از سوی سازمان صدا و سیما و وزارت اطلاعات برگزار گردیده و هدف آن لطمه زدن به موقعیت خاتمی بوده‌است.

### موضع دولت
در اواسط سفرهای تبلیغاتی و بعد از مراسم روز کارگر از سویی نیز زمزمه‌های امکان تقلب در انتخابات نیز به گوش رسید، اما با تدبیر افراد برای ایجاد حس اعتماد در مردم و حفظ آرامش فضا در آستانه انتخابات، اکبر هاشمی رفسنجانی در خطبه‌های نماز جمعه پیش از انتخابات، تقلب در انتخابات را غیرممکن بیان کرد و گفت: «اگر تقلب شود، تاریخ آینده ایران، نمی‌بخشاید.» و همچنین در بخش دیگر سخنانش بیان کرد: «انتخاب مردم را پس از تأیید صلاحیت نامزدهای انتخابات توسط شورای نگهبان حق باید دانست و از کاندیداها خواست از تخریب رقبای خود بپرهیزند.» وی در روز انتخابات نیز دو نماینده خود را به وزارت کشور فرستاد تا از رای اخذ شده مردم صیانت شود.

## واکنش در رسانه‌ها
رسانه‌های داخلی و خارجی به حضور ۳۰ میلیونی مردم ایران در این انتخابات واکنش‌های زیادی نشان دادند و از جانب اصلاح طلبان و دیگر افراد این انتخابات با عنوان حماسه دوم خرداد شناخته می‌شود.
- رادیو بین‌المللی فرانسه در گزارشی اعلام کرد: ایرانیان به شکل گسترده‌ای در این انتخابات شرکت کردند.
- روزنامه دیلی اکسپرس نوشت: دولت آقای خاتمی، رئیس‌جمهور منتخب ایران سعی خواهد کرد به دفاع از آزادی‌های مدنی و افزایش مشارکت مردم به ویژه جوانان بپردازد.
- روزنامه لوموند چاپ فرانسه نیز در گزارشی نوشت: با اینکه برای نخستین‌بار در تاریخ جمهوری‌اسلامی ایران ما شاهد یک بسیج عمومی حقیقی و رقابت واقعی بین دو نامزد اصلی در انتخابات ریاست جمهوری بودیم ولی این انتخابات معجزه‌ای در پی نخواهد داشت.
- روزنامه فایننشال تایمز: برخی از ویژگی‌های نظام انتخاباتی ایران از نظام‌های انتخاباتی در آمریکا و اروپا آزادمنشانه تر و در مقایسه با کشورهای عربی، پیشرفته تر است.
- روزنامه لا رپوبلیکا چاپ ایتالیا: حضور مردم ایران در هفتمین دوره انتخابات ریاست جمهوری واقعاً چشم‌ها را خیره کرد. این روزنامه در ادامه نوشت: شرکت انبوه مردم به ویژه جوانان در این انتخابات به حدی بود که زمان رای‌گیری حداقل ۴ ساعت تمدید شد.
- نویه زورشر زایتونگ چاپ سوئیس نوشت: مردم ایران با تجمع گسترده در مراکز رای‌گیری استقبال عظیمی از انتخابات ریاست جمهوری در ایران به عمل آوردند که این یک آغازی جدید از فصل تازه در سیاست اجرایی در ایران است.[۲۴]

## کتابشناسی
- «چرا اصلاحات شکست خورد: نقدی بر عملکرد هشت ساله اصلاح طلبان درایران ۱۳۷۶–۱۳۸۵»، دکتر کاظم علمداری، خرداد ۱۳۸۷، انتشارات سایه، شابک:۲–۳۷–۹۳۳۴۲۹–۱